# Велкуа
Велкуа (фін. Velkua), раніше Палва — колишня громада у провінції Південно-Західна Фінляндія у ляні Західна Фінляндія.

## Історія

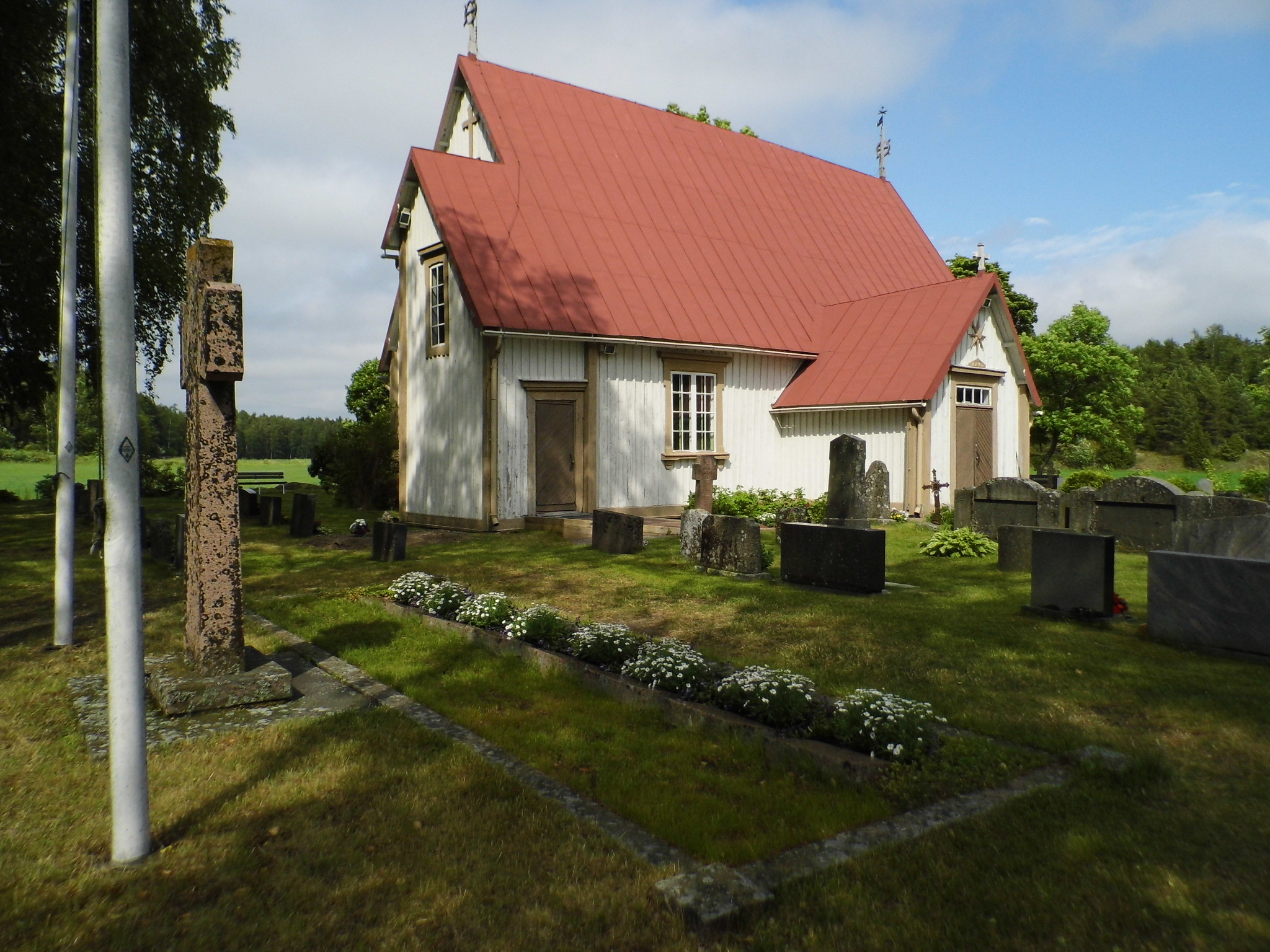
Церква Велкуа

Велкуа стала незалежною громадою у 1863 році, коли острова вже були густо заселені. Найбільші острови — Палва, Велкуанмаа, Теерсало, Салавайнен і Кеттумаа — були заселені ще з середньовіччя. Велкуа об'єднаний з містом Наанталі 1 січня 2009 року. Довгий час це був найменший фіномовний муніципалітет у країні, а також найменший муніципалітет за межами Аландських островів. Область Велкуа в Наанталі складається з 300 островів, дев'ять з яких заселені цілий рік. Є дорога та поромне сполучення з Велкуа через Аскайнен.
У 2002 році 99,6 відсотка населення розмовляли фінською мовою, а 0,4 відсотка — шведською мовою. Крім постійних мешканців, було приблизно 1700 дачників.
Велкуа, Аскайнен і Рюмяттюля увійти до складу Наанталі на початку 2009 року. Назва міста залишилася без змін, а кількість жителів стала трохи менше, впавши до 20 000. Євангелічно-лютеранська парафія Велкуа вже була приєднана до парафії Наанталі 2005 року. Церква Велкуа датується 1793 роком.
До скасування Велкуа межував із сусідніми громадами: Аскайнен, Ініе, Куставі, Мерімаску, Корпо, Рюмяттюля, Тайвассало.
Герб Велкуа був розроблений Густавом фон Нумерсом і затверджений у 1968 році.
Основною діяльністю є сільське та лісове господарство, обробка й послуги.

## Географія

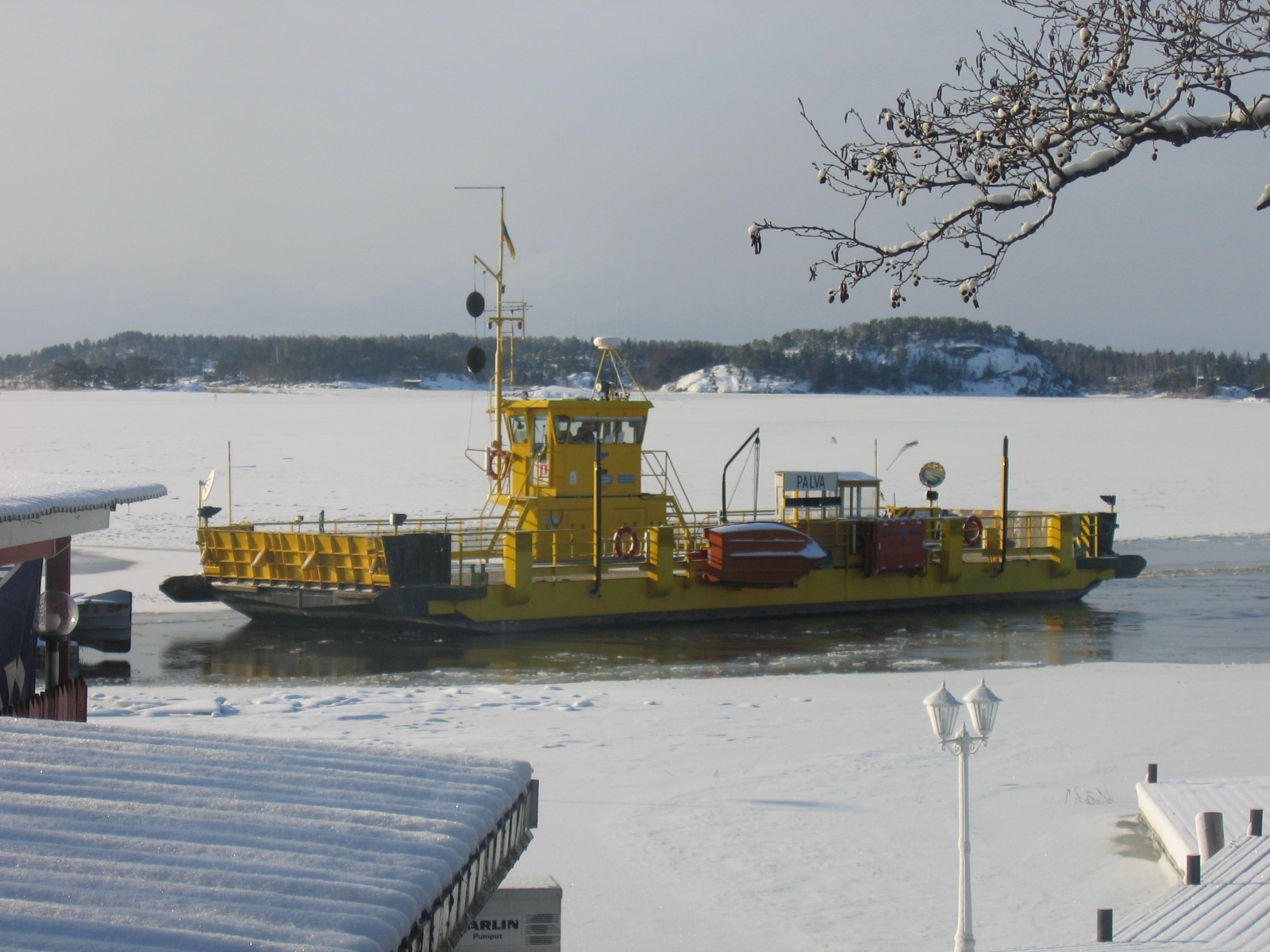
Типовий ландшафт Велкуа: паром, що веде до острова Палва

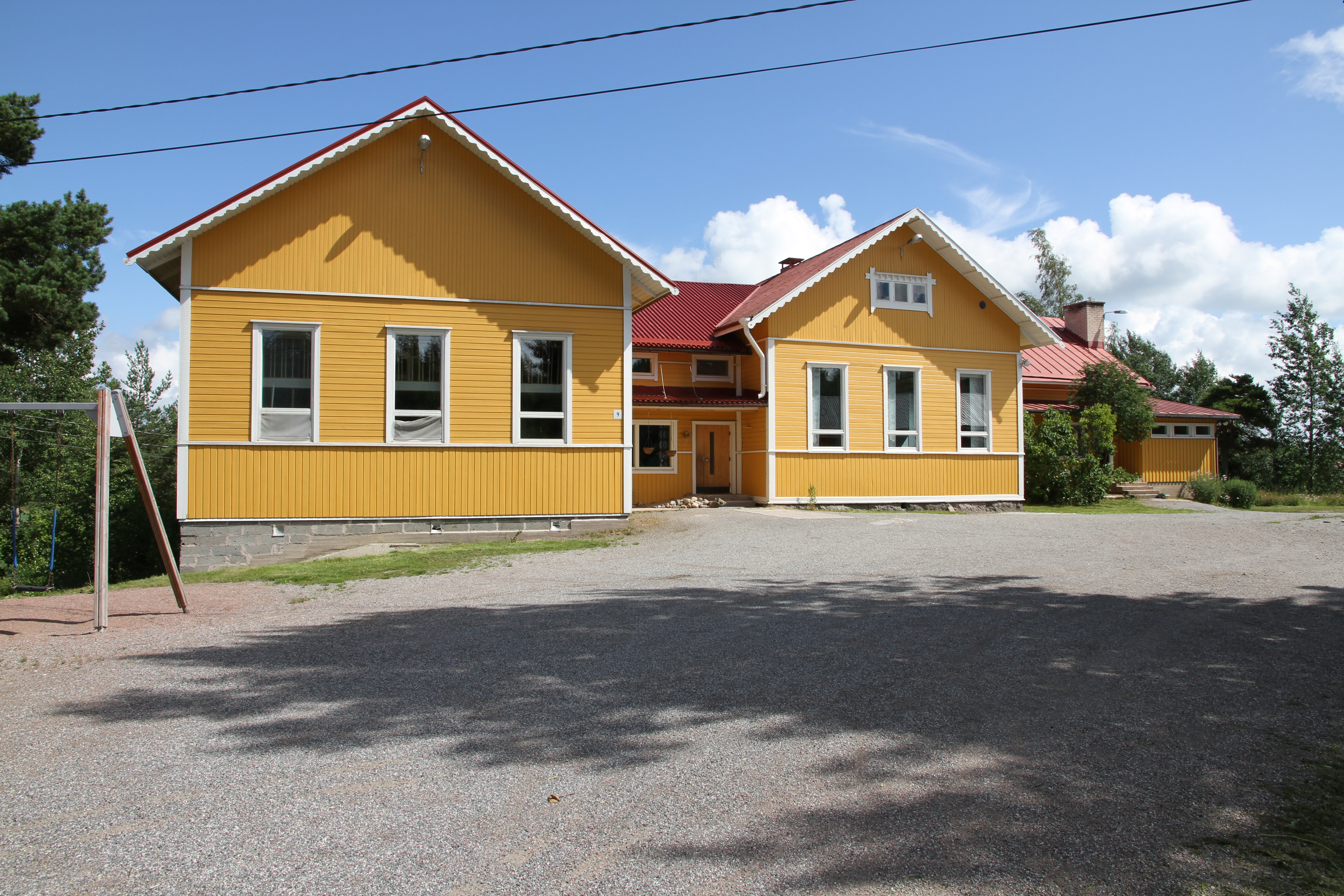
Школа Велкуа

Велкуа повністю розташований на архіпелазі Турку. Його головним островом є Палва, який має портове сполучення з Лівонсаарі, південний край якого, Теерсало, належав до Велкуа. З Палви все ще є портове сполучення з Велкуанмаа. Іншими значними островами є Лайлуото, Талосмері та Салавайнен на південь від Палви.
Крім того, є постійні поселення в Муннінмаа і Кеттумаа та села Гаукка, Калсор, Кеттумаа, Креепіля, Палва, Пог'якюля, Салавайнен, Теерсало, Тіурла.

## Культура
Події роману Калле Ісокалліо «Вапаа Велкуа» 1997 року відбувається у Велкуа.
У 1980-х васпуукіс, риба зі спеціями, виготовлена з невеликих оселедців, була названа видатною стравою Велкуа.